# Кровна помста
Кро́вна по́мста, також венде́та (від італ. vendetta — «помста») — звичай, помста родичів за скривдження або вбивство певної людини.

## Вендета
Назва «вендета» (італ. vendetta — помста) поширена, головним чином, на островах Сардинія і Корсика, де кровна помста зберігалася навіть на початку XX століття.
Основного поширення вендета набуває на початку ХІ століття. Найчастіше вендета була сімейною, тобто за смерть кого-небудь міг мстити не тільки його прямий родич (син, брат, чоловік, отець, дядько), але і подальші покоління. Відомі випадки коли цілі клани мстили за події трьохсотрічної давності, повністю знищуючи одне одного.

## У Київській Русі
З текстів договорів Русі з Візантією 907 і 911 років, із літописної розповіді Нестора про помсту древлянам княгині Ольги випливає, що кровна помста вважалася беззастережним обов'язком всіх родичів потерпілого.
Однак вже у першій статті Короткої редакції Руської Правди (Академічний список) коло осіб, які можуть мститися, обмежується лише найближчими родичами: синами, батьком, племінниками — синами брата і сестри. А у першій статті Поширеної редакції сини сестри не включені до цього переліку взагалі.
Скасування кровної помсти і заміна її вирою в Уставі Володимира Мономаха є одним зі свідчень остаточного вкорінення феодалізму у Київській Русі.